# Orthosia kammeli
Orthosia kammeli là một loài bướm đêm trong họ Noctuidae.